# Andrew McAlpine
Andrew McAlpine (* 17. August 1948 in Auckland, Neuseeland) ist ein neuseeländischer Filmarchitekt und Bühnenbildner in Großbritannien und den Vereinigten Staaten.

## Leben und Wirken
Andrew McAlpine besuchte in seiner Heimatstadt Auckland die Elam Art School und ließ sich in England an der Universität von Nottingham im Fach Theater Design fortbilden. 1971 begann er als Bühnenbildner an Londoner Theatern zu arbeiten. McAlpine entwarf zu dieser Zeit ebenso die Kulissen für klassische Stücke wie solche für das moderne Tanztheater, er gestaltete aber auch die optische Erscheinung von mehreren Videoproduktionen. 1974 erhielt er den Calouste Gulbenkian Designer Preis in Holografie.
Seit 1984 ist er als Chefarchitekt beim Film nachzuweisen. Mit Arbeiten wie Sid und Nancy und Stormy Monday betreute er zunächst künstlerisch ambitionierte Arbeiten des neuen britischen Kinos. Daraufhin erhielt er Angebote, auch in Hollywood zu arbeiten. Die australische Regisseurin Jane Campion holte ihn 1992 ins heimatliche Neuseeland zurück, um die Filmbauten für das vielfach mit Preisen ausgezeichnete Selbstfindungsdrama Das Piano zu entwerfen. Dafür erhielt McAlpine 1993 den australischen AFI Award und im Jahr darauf den BAFTA Film Award. „Seitdem gehört McAlpine zu den führenden Filmarchitekten Hollywoods, der sowohl sehr persönliche, im Stil bescheidene und in der Charakterzeichnung psychologisierende Inszenierungen (Familienfest und andere Schwierigkeiten, Clockers) als auch multimillionenteure, formal glatte Großproduktionen (The Beach, Flubber) ausstattete.“

## Filmografie
- 1985: Parker
- 1986: Straight to Hell – Fahr zur Hölle (Straight to Hell)
- 1986: Sid und Nancy (Sid and Nancy)
- 1986: Künstler, Killer und Kanonen (High Season)
- 1987: Stormy Monday (Stormy Monday)
- 1988: Für Königin und Vaterland (For Queen & Country)
- 1988: Er? Will! Sie Nicht? (The Rachel Papers)
- 1989: Jenseits der Schatten (Shadow of China)
- 1991: Getäuscht (Deceived)
- 1991: Amerikanische Freundinnen (American Friends)
- 1992: Das Piano (The Piano)
- 1993: Bad Company (Bad Company)
- 1994: Clockers
- 1995: Familienfest und andere Schwierigkeiten (Home For the Holidays)
- 1997: Flubber (Flubber / The Absent-Minded Professor)
- 1997: Der Guru (Holy Man)
- 1999: The Beach (The Beach)
- 2001: The Reckoning
- 2002: Ein ungleiches Paar (The In-Laws)
- 2002: Der Einsatz (The Recruit)
- 2005: Æon Flux
- 2006: The Sentinel – Wem kannst du trauen? (The Sentinel)
- 2008: Dean Spanley
- 2009: An Education
- 2010: We Want Sex
- 2011: Love Birds
- 2012: Quartett
- 2013: Half of a Yellow Sun
- 2015: Ein ganzes halbes Jahr (Me Before You)